# نورمان براون (ملحن)
نورمان براون (بالإنجليزية: Norman Brown)‏ هو عازف جاز وملحن وعازف قيثارة أمريكي، ولد في 18 ديسمبر 1970 في كانساس سيتي في الولايات المتحدة.

## وصلات خارجية
- الموقع الرسمي
- نورمان براون على موقع ميوزك برينز (الإنجليزية)
- نورمان براون على موقع ديسكوغز (الإنجليزية)